# Franz Schaffgotsch
Franz Schaffgotsch, geboren als Graf Franz Schaffgotsch genannt Semperfrei von und zu Kynast und Greiffenstein (* 13. Dezember 1902 in Bregenz, Österreich-Ungarn; † 21. Dezember 1942 in Dubrovnik, Jugoslawien), war ein österreichischer Maler, Grafiker und Bühnenbildner.

## Leben
Franz Schaffgotsch entstammte dem schlesischen Adelsgeschlecht Schaffgotsch. Er wurde am 13. Dezember 1902 als Sohn des damaligen Statthaltereirates von Bregenz und späteren Landespräsidenten von Salzburg, Levin Graf Schaffgotsch (1852–1913) und dessen Ehefrau Rosa von Schönberg (1867–1940), geboren. Als Österreicher musste er 1919 gemäß dem Adelsaufhebungsgesetz auf seine Adelsprivilegien verzichten.
Obwohl er wegen einer fortdauernden Krankheit keine geregelte künstlerische Ausbildung erhielt, wurde er erster stilbildender Bühnenbildner des Salzburger Marionettentheaters, für das er unter anderem groteske Gespensterphantasien, z. B. die 1925 herausgegebene Mappe Bestien, an Alfred Kubin erinnernde Federzeichnungen von Schreckensszenarien und Angstvisionen, und Märchenillustrationen schuf. Im selben Jahr präsentierte er seine Werke im Salzburger Kunstsalon Mora erstmals der interessierten Öffentlichkeit. 1929 folgte eine gemeinsame Ausstellung mit George Grosz in München. Nebenbei war Schaffgotsch auch als Buchillustrator tätig und gestaltete unter anderem die künstlerischen Einlagen des Kinderbuchs Das kalte Herz von Stefanie Ginzey.
Im Jahr 1934 beteiligte er sich in seiner Wohngemeinde Lamprechtshausen aktiv an der Niederschlagung des Lamprechtshausener NS-Putschversuches. Nach dem Anschluss Österreichs an das Deutsche Reich im März 1938 kehrte er von einer gemeinsamen Italienreise mit seiner jüdischen Ehefrau Hedwig nicht mehr nach Österreich zurück und wurde, nach einem kurzen Aufenthalt im italienischen Triest, im jugoslawischen Zagreb ansässig. Dort verdiente er sich seinen Lebensunterhalt als Kunstmaler vor allem mit kirchlichen Aufträgen und Restaurierungsarbeiten. 1942 wurde er von den kroatischen Behörden festgenommen und in einem deutschen Internierungslager in Dubrovnik inhaftiert. Dort verstarb er am 21. Dezember 1942 unter ungeklärten Umständen.
Seine Frau Hedwig, der nationalsozialistischen Herrschaft entkommen, veröffentlichte 1949 ein Buch über das Schicksal ihres Mannes und ihr eigenes während des Dritten Reiches.